# Dravska ulica, Maribor
Dravska ulica, ki se nahaja v Mariboru, je bila prvič imenovana leta 1483 kot Traa Gasse, leta 1760 se prvič pojavi kot Draa Gasse, leta 1780 pa ponovno kot Traa Gasse. Leta 1822 se omenja kot Draustrasse. Leta 1824 so jo preimenovali v Brückengasse (Ulica na most). Leta 1859 so jo poimenovali Drau Gasse. Leta 1919 so jo poslovenili v Dravska ulica. Po nemški okupaciji leta 1941 jo ponovno preimenujejo v Drau Gasse, maja 1945 pa so ji vrnili slovensko ime Dravska ulica. Poimenovali so jo Dravska, ker je vodila od Glavnega trga do mostu na Dravi. Hiša številka 7 je bila ena najstarejših hiš v mestu. Ob koncu 18. stoletja je bila v hiši gostilna. Imela je obokano klet, ki je nekaj časa služila kot zapor.